# ナタリア・ラフォルカデ

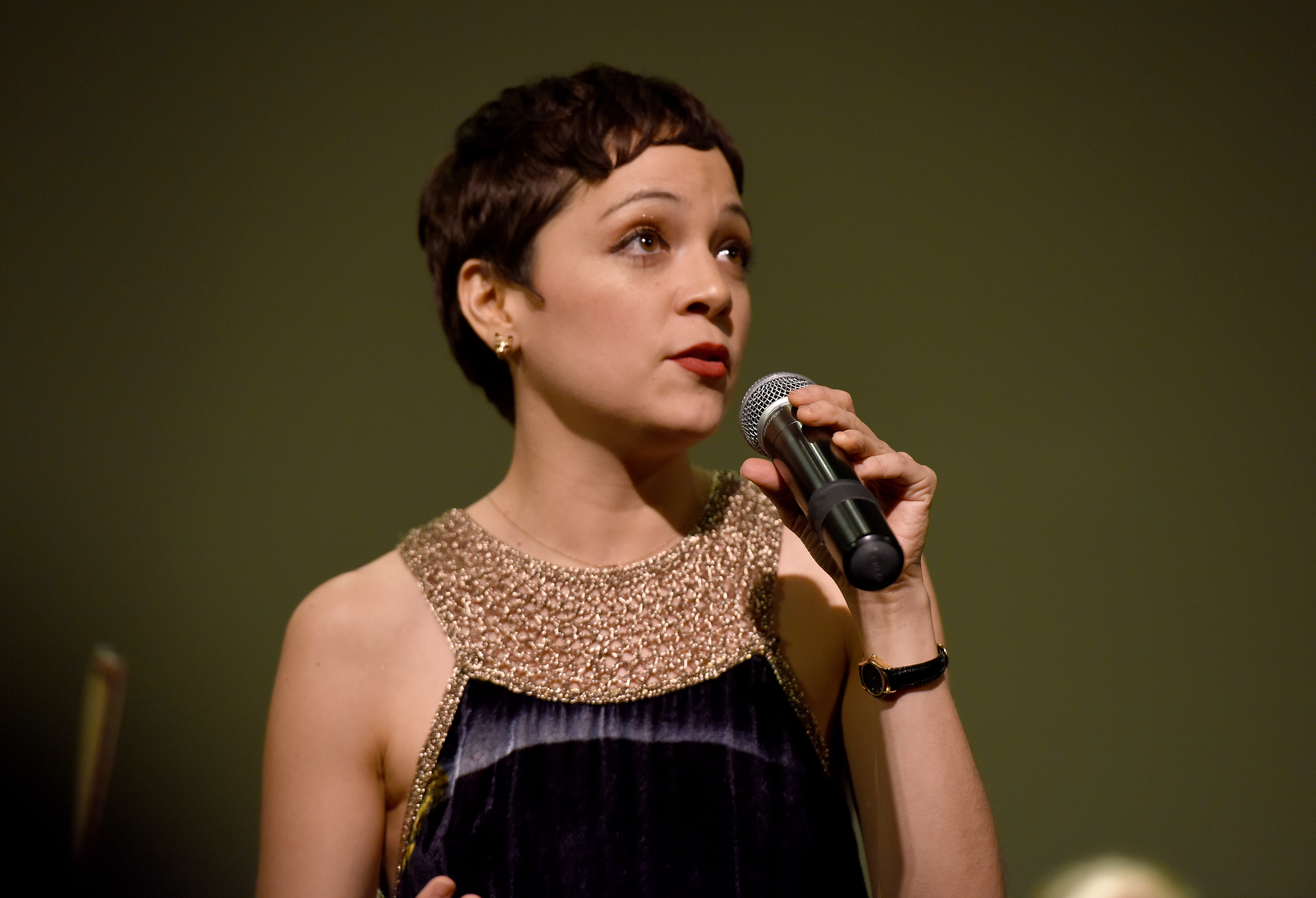
Natalia Lafourcade (2014)

マリア・ナタリア・ラフォルカデ・シルバ（スペイン語: María Natalia Lafourcade Silva, 1984年2月26日 - ）は、メキシコのシンガーソングライター。メキシコシティ出身。
父親はメキシコ国立自治大学（UNAM）の教授で、ケレタロ自治州大学の芸術学部（la Facultad de Bellas Artes）の講師でもある。母親は子供向け音楽教育法"Macarsi Method"の考案者で、娘ナタリアにこれを実践していた。
2000年にプロデューサー、ロリス・セロニ（Loris Ceroni）がナタリアから受け取ったデモを聞き、ソロアーティストとしてファーストアルバムを作成するに至った。デビューアルバム『Natalia Lafourcade』が2002年リリースされる。2005年に発売された2枚目のアルバム『Casa』以降は、バンド名義のNatalia y La Forquetinaで活動する。2008年、アンプラグドで フリエッタ・ベネガスとコラボレーション。2009年には3枚目のアルバム 『Hu Hu Hu』を発売。 

## 経歴
- 2006年 ラテン・グラミー賞、最優秀グループ・ロック・アルバム 部門受賞。

## ディスコグラフィ
- Natalia Lafourcade (2002年)
- Casa (2005年)
- Hu Hu Hu (2009年)
- Mujer Divina, Homenaje a Agustín Lara (2012年)
- Hasta La Raíz (2015年)
- Musas (2015年)
- Musas Vol. 2 (2018年)
- Un canto por México (2020年)
- De todas las flores (2022年)